# Rettenmeyeria cryptymoides
Rettenmeyeria cryptymoides är en mångfotingart som beskrevs av Shear 1977. Rettenmeyeria cryptymoides ingår i släktet Rettenmeyeria och familjen Stylodesmidae. Inga underarter finns listade i Catalogue of Life.